# Skiostat

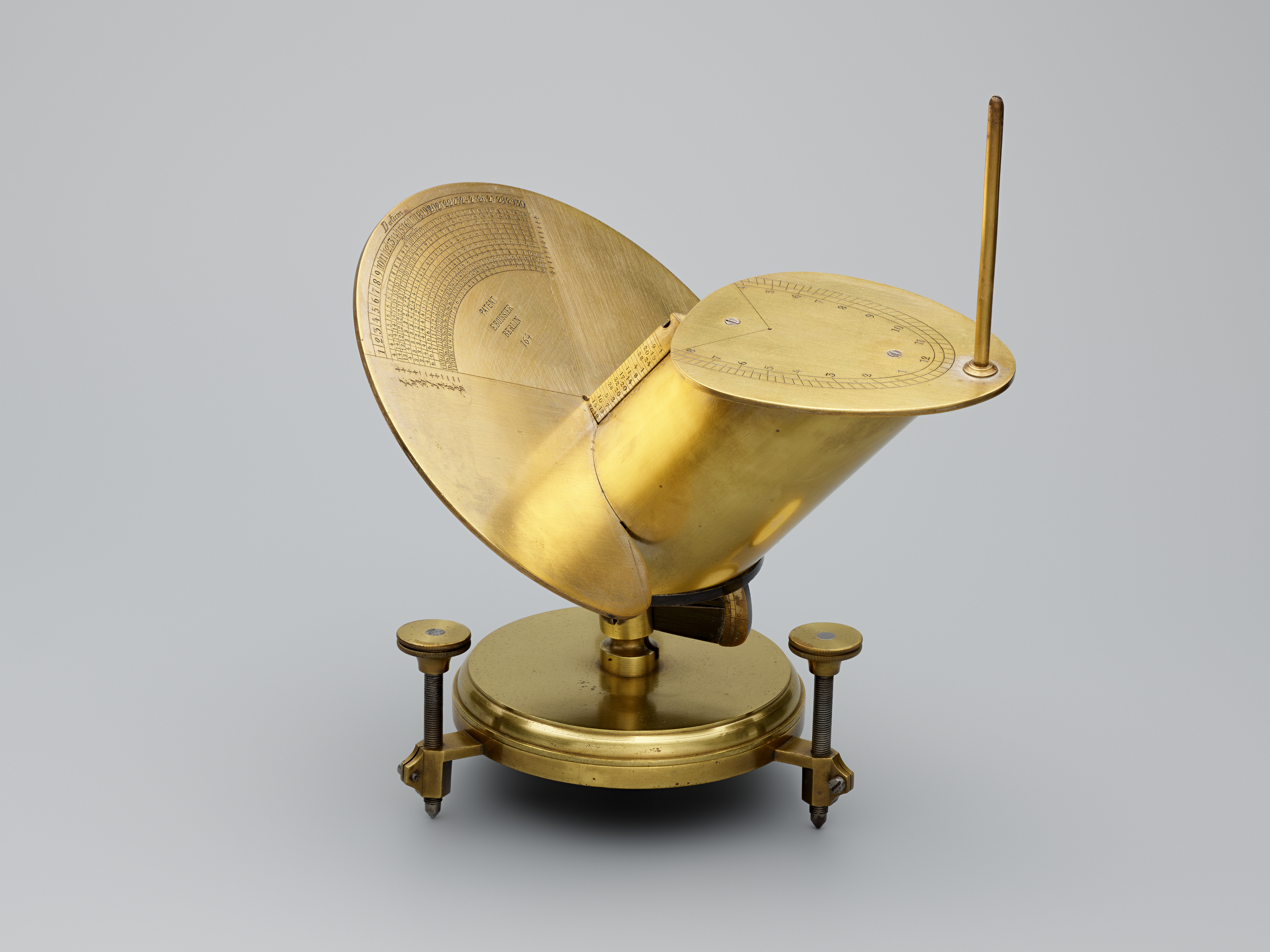
Skiostat von E. Boissier, Berlin, 1854–1865, Höhe 25 cm, Focke-Museum Bremen

Der Skiostat ist eine um 1858 entwickelte tragbare Sonnenuhr, zu deren Aufstellung und Handhabung kein Kompass nötig ist.

## Funktion
Bewegliche Sonnenuhren müssen für eine korrekte Zeitanzeige präzise in Nord-Süd-Richtung aufgestellt werden. Der Berliner Gymnasialdirektor Ernst Ferdinand August entwickelte dazu ein Gerät, das, wenn die jeweilige geographische Breite voreingestellt ist, zunächst durch Beobachtung des Schattenfalls genau in die korrekte Richtung gedreht werden kann. Voraussetzung ist die streng horizontale Position der Grundplatte. Der aus Messing gefertigte Skiostat steht daher auf einer durch drei Stellschrauben und eine eingebaute Dosenlibelle exakt waagrecht positionierbaren Basis. Auf diesem Sockel steht zwischen zwei Scheiben ein schräger Zylinder, dessen Neigung zwischen 30° und 60° oder 75°, entsprechend der geographischen Breite, so einstellbar ist, dass seine Achse zum Himmelsnordpol zeigt. Senkrecht zu dieser Achse ist entsprechend der Ebene des Himmelsäquators um den Zylinder eine runde Scheibe angebracht, der Tageszeiger. Dieser wirft einen Schatten auf die am Zylinder entlang führende kantige Datumsskala. Man stellt den Skiostat so auf, dass der Stab auf der oberen Skala ungefähr nach Süden zeigt und präzisiert diese Ausrichtung, indem man durch geringe Drehung des ganzen Instruments den Schattenrand des Tageszeigers genauer auf die jeweilige Tagesmarkierung an der Zylinderskala fallen lässt. Die eigentliche Zeitanzeige auf der kleinen, oberen Scheibe ist als Horizontaluhr gestaltet mit der Skala 4–12–8 mit Halb- und Viertelstundenteilung. Ein zwischen der Spitze des Stiftes und einer Bohrung auf der kleinen Scheibe gespannter Polfaden bildet den Schattenwerfer. Die Zeit ist auf der parabelförmigen Skala ablesbar. Eine viertelkreisförmige Tabelle (nicht auf allen Skiostaten) auf der großen Scheibe dient nur zur Umrechnung der wahren in die mittlere Sonnenzeit. Hier befindet sich auch die Beschriftung „PATENT E. BOISSIER BERLIN“. Eine Zahl bezeichnet wohl die Herstellungsnummer des betreffenden Exemplars durch den genannten Berliner Mechaniker, der dort seine Werkstatt in der Lindenstraße 116 hatte.
Mehrere solche Geräte befinden sich in deutschen Museen, z. B. Landesmuseum Württemberg in Stuttgart, Focke-Museum Bremen, Deutsches Uhrenmuseum Furtwangen.